# Linsformad galax

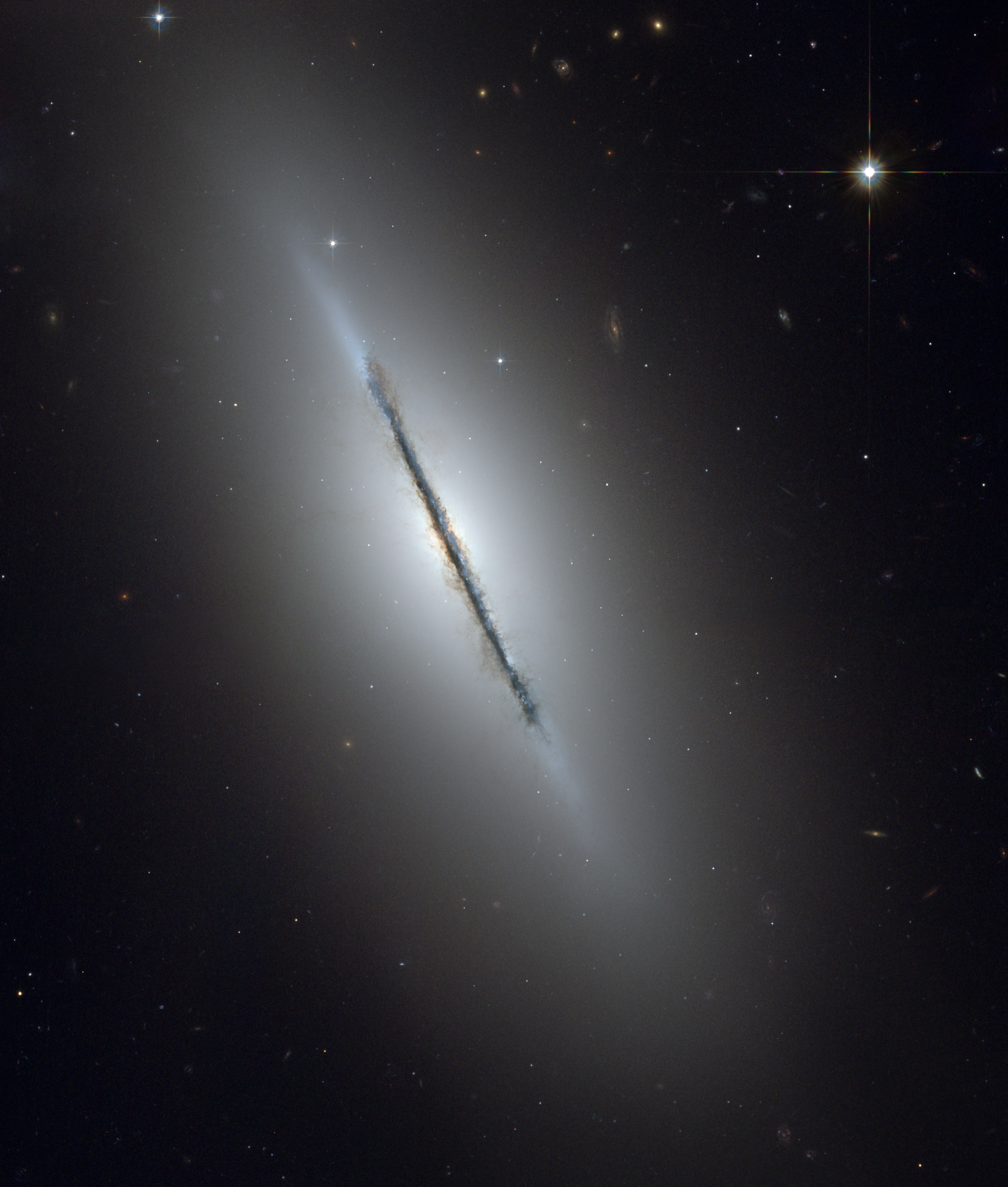
NGC 5866 från sidan, fotograferat av Rymdteleskopet Hubble.

En linsformad galax eller lentikulär galax är ett morfologiskt mellansteg mellan en elliptisk galax och en spiralgalax.
Linsformade galaxer är spiralgalaxer som, i likhet med elliptiska galaxer, har använt upp eller förlorat mycket av sin interstellära materia. Dess spiralarmar blir på grund av detta odefinierade / diffusa.

## Exempel på linsformade galaxer
- Messier 85
- Messier 86
- NGC 3
- NGC 4
- NGC 16
- NGC 25
- NGC 37
- NGC 43
- NGC 474
- NGC 6027
- NGC 6027A
- NGC 6027B
- NGC 6027D
- NGC 6027E